# BSA Fury
La BSA Fury est un prototype de moto fabriqué par la Birmingham Small Arms Company (BSA) en 1970. Conçu par Edward Turner mais substantiellement repensé par Bert Hopwood et Doug Hele,, la Fury n’a jamais été commercialisée en raison de l’effondrement du groupe BSA.

## Développement

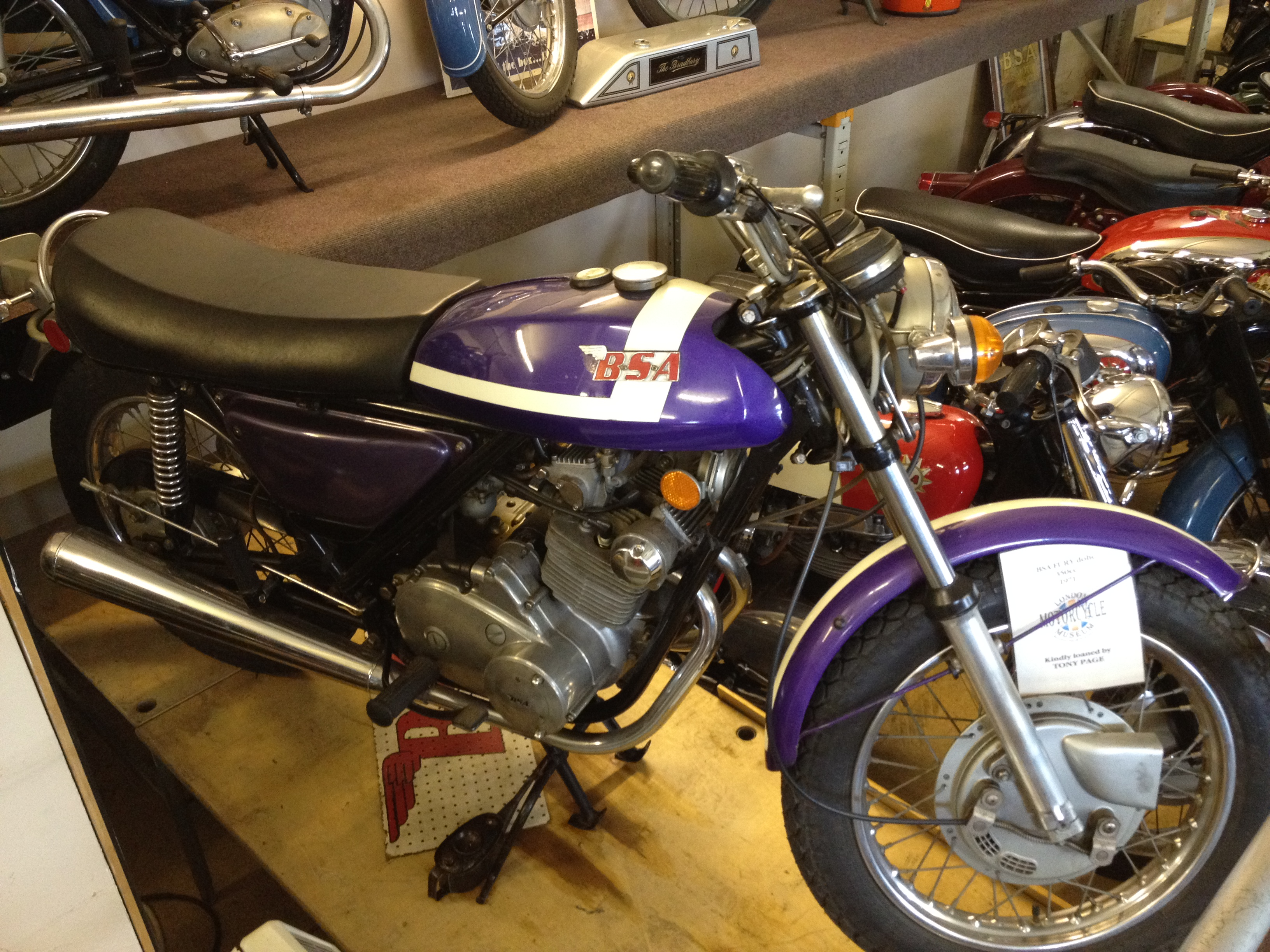
BSA Fury exposée au London Motorcycle Museum.

Lancé en 1971, le 349 cm3 BSA E35 double arbre à cames en tête a été baptisé « BSA Fury ». C’était essentiellement la même moto que la Triumph Bandit et représentait la dernière tentative de BSA pour concurrencer les importations japonaises. Le cadre utilisé pour la Fury fut conçu par Rob North concepteur des cadres utilisés pour les BSA 3-cylindres de course. La version « Street Scrambler » E35SS et la version routière E35R ont été mises au point en 1971. Dotée de doubles silencieux surélevés, la SS avait un démarreur électrique, des indicateurs en option et des carburateurs concentriques Amal de 26 mm. La Fury délivrait 34 ch (25 kW) et pouvait atteindre 180 km/h. BSA a investi ses maigres ressources dans la publicité pour la Fury sous le slogan « Un nouveau type de pouvoir ». Des brochures de plusieurs pages ont été insérées dans toutes les principales publications de motos aux États-Unis. BSA et Triumph comptaient sur les Fury et Bandit pour ramener de la rentabilité au sein de l'entreprise. Des photographies promotionnelles des nouvelles motos furent produites (mettant en vedette le styliste en chef BSA/Triumph, Stephen Mettam, et la mannequin-actrice britannique Karen Young posant sur le terrain de Umberslade Hall), la Fury étant incluse dans la brochure de 1971 de BSA,.

## Problèmes financiers
BSA investi beaucoup dans la modernisation et la réorganisation de son usine Small Heath à Birmingham et de son centre de recherche et design à Umberslade Hall, dans le but d’améliorer son efficacité et devenir plus compétitif. Les administrateurs demandèrent aux travailleurs de coopérer pleinement et d'accepter une réduction de 10% de leurs propres salaires. À l'été 1972, BSA avait perdu huit millions de livres et son travail avait été retardé par des conflits au sein du personnel. En novembre 1972, les dettes du groupe BSA dépassaient vingt millions de livres sterling. La conception des versions 4 et 5-cylindres de la Fury se poursuivit, mais en novembre 1972, le groupe BSA dû céder aux créanciers et fut contraint de s'associer à Norton. La Fury, le modèle qui devait sauver la société, n’entra jamais dans sa phase de production commerciale et seuls huit prototypes ont survécu.

## Exemplaires survivants
Les prototypes Fury de BSA sont exposés au London Motorcycle Museum de Greenford à Londres, et au National Motorcycle Museum à Solihull. Une BSA Fury sans pièces internes a été exposée chez le concessionnaire BSA Len Vale-Onslow en 1984.